# Bürgermeisterei Leidenborn
Die Bürgermeisterei Leidenborn war eine von ursprünglich 29 preußischen Bürgermeistereien, in die sich der 1816 neu gebildete Kreis Prüm im Regierungsbezirk Trier verwaltungsmäßig gliederte. Von 1822 an gehörte der Regierungsbezirk Trier, damit auch die Bürgermeisterei Leidenborn, zu der in dem Jahr neu gebildeten Rheinprovinz. Der Verwaltung der Bürgermeisterei unterstanden sieben und von etwa Mitte des 19. Jahrhunderts acht Gemeinden. Der Verwaltungssitz war in der heutigen Ortsgemeinde Leidenborn im Eifelkreis Bitburg-Prüm in Rheinland-Pfalz.
Die Bürgermeisterei wurde 1927 in Amt Leidenborn umbenannt, dieses 1936 mit dem Amt Daleiden und weiteren Ämtern zum Amt Daleiden-Leidenborn zusammengelegt.

## Gemeinden und zugehörige Ortschaften
Zur Bürgermeisterei Leidenborn gehörten folgende Gemeinden (Stand 1843):
- Berg (106 Einwohner; seit 1914 Ortsteil von Großkampenberg)
- Großkampen (51; seit 1914 Ortsteil von Großkampenberg)
- Heckhalenfeld (76; seit 1971 Ortsteil von Winterspelt) mit der Heckhalenfelder Mühle (4)
- Heckhuscheid (187) mit der Heckhuscheider Mühle (4) und dem Haus „Am Köpfchen“ (7)
- Leidenborn (131) mit dem Weiler Herzfeld (32), der Leidenborner Mühle (9) den Höfen Locherhof (5) und Neuensberg (3) sowie den Häusern „Am Neuengarten“ (6) und „Leidenborner Heiligenhäuschen“ (6)
- Kesfeld (83) mit den Häusern „Drohnicht“ (6) und „An der Straße“ (4)
- Welchenhausen (157; seit 1972 Ortsteil von Lützkampen)

In einer späteren Beschreibung des Regierungs-Bezirks Trier (1868) war der 1843 noch als der Gemeinde Leidenborn zugehörige Weiler Herzfeld als eigenständige Gemeinde aufgeführt.
Insgesamt lebten 1843 im Bürgermeistereibezirk 877 Menschen in 126 Wohnhäusern. Alle Einwohner waren katholisch. Es gab in Großkampen eine Kirche, in Heckhalenfeld, Heckhuscheid und Welchenhausen jeweils eine und in Leidenborn drei Kapellen; die einzige Schule stand in Großkampen.
Bei einer statistischen Erhebung aus dem Jahr 1885 wurden 970 Einwohner in 165 Haushalten gezählt; die Fläche der zugehörenden Gemeinden betrug insgesamt 3.389 Hektar, davon waren 691 Hektar Ackerland, 289 Hektar Wiesen und 761 Hektar Wald.

## Geschichte
Alle Ortschaften im Verwaltungsbezirk der Bürgermeisterei gehörten vor 1794 zur Meierei Leidenborn in der Herrschaft Dasburg, welche Teil des Herzogtums Luxemburg war. Im Jahr 1794 hatten französische Revolutionstruppen die Österreichischen Niederlande, zu denen das Herzogtum Luxemburg gehörte, besetzt und im Oktober 1795 annektiert. Unter der französischen Verwaltung gehörte das Gebiet zum Kanton Arzfeld, der verwaltungsmäßig dem Arrondissement Bitburg im Departement Wälder zugeordnet war.
Aufgrund der Beschlüsse auf dem Wiener Kongress wurde 1815 das vormals luxemburgische Gebiet östlich der Sauer und der Our dem Königreich Preußen zugeordnet. Unter der preußischen Verwaltung wurden im Jahr 1816 Regierungsbezirke und Kreise neu gebildet, linksrheinisch behielt Preußen in der Regel die Verwaltungsbezirke der französischen Mairies vorerst bei. Die Bürgermeisterei Leidenborn entsprach insoweit der vorherigen Mairie Leidenborn.
Die Bürgermeistereien Eschfeld, Harspelt und Leidenborn wurden schon in der zweiten Hälfte des 19. Jahrhunderts gemeinsam vom Leidenborner Bürgermeister verwaltet, blieben aber eigenständige Verwaltungsbezirke. 1906 wurde am nordwestlichen Ortsrand von Leidenborn ein neues Amtsgebäude der Bürgermeisterei errichtet.
So wie alle Landbürgermeistereien in der Rheinprovinz wurde die Bürgermeisterei Leidenborn 1927 in „Amt Leidenborn“ umbenannt. Schließlich wurde im Jahr 1936 das Amt Leidenborn aufgelöst und zusammen mit weiteren Ämtern in das gleichzeitig neugebildete Amt Daleiden-Leidenborn eingegliedert.
Heckhalenfeld und Heckhuscheid gehören heute verwaltungsmäßig zur Verbandsgemeinde Prüm, die übrigen Ortschaften zur Verbandsgemeinde Arzfeld im Eifelkreis Bitburg-Prüm in Rheinland-Pfalz.